# Allylheptanoat
Allylheptanoat ist eine organische Verbindung aus der Gruppe der Carbonsäureester. Sie leitet sich von Allylalkohol und Heptansäure ab.

## Herstellung
Allylheptanoat kann Umesterung von Allylacetat mit Heptansäure durch den Iridium-Katalysator Bis(cyclooctadien)iridium(I)-tetrafluoroborat hergestellt werden.

## Eigenschaften
Allylheptanoat ist eine farblose bis leicht gelbliche Flüssigkeit mit einem fruchtig-süßen Duft, der an Bananen erinnert.

## Verwendung
Allylheptanoat wird schon seit den 1940er-Jahren als Duftstoff und Aromastoff verwendet. In der EU ist es unter der FL-Nummer 09.097 als Aromastoff für Lebensmittel zugelassen. Es ist ein viel genutzter Duftstoff, die jährliche weltweite Verwendungsmenge beträgt über 1000 Tonnen.

## Toxikologie
Im Versuch an Ratten verursachte Allylheptanoat bei längerer Einnahme Leberschäden. Auch in Versuchen an Insektenzellen wirkte es giftig.